# Liste der Biografien/Schmie
Liste der Biografien |
Portal Biografien |
Personensuche
# |
A |
B |
C |
D |
E |
F |
G |
H |
I |
J |
K |
L |
M |
N |
O |
P |
Q |
R |
S |
T |
U |
V |
W |
X |
Y |
Z |
?
 
Sa |
Sb |
Sc |
Sd |
Se |
Sf |
Sg |
Sh |
Si |
Sj |
Sk |
Sl |
Sm |
Sn |
So |
Sp |
Sq |
Sr |
Ss |
St |
Su |
Sv |
Sw |
Sy |
Sz
 
Sca–Sce |
Sch |
Sci–Scz
 
Scha |
Schc |
Schd |
Sche |
Schg |
Schi |
Schj |
Schk |
Schl |
Schm |
Schn |
Scho |
Schp |
Schr |
Schs |
Scht |
Schu |
Schv |
Schw |
Schy
 
Schma |
Schme |
Schmi |
Schmo |
Schmu |
Schmy
 
Schmic |
Schmid |
Schmie |
Schmig |
Schmik |
Schmil |
Schmin |
Schmir |
Schmis |
Schmit
Die Liste der Biografien führt alle Personen auf, die in der deutschsprachigen Wikipedia einen Artikel haben. Dieses ist eine Teilliste mit 188 Einträgen von Personen, deren Namen mit den Buchstaben „Schmie“ beginnt.

## Schmie

### Schmiec
- Schmiechen, Hermann (1855–1923), deutscher Maler
- Schmiechen, Richard (1947–1993), US-amerikanischer Regisseur und Filmproduzent
- Schmiechen-Ackermann, Detlef (* 1955), deutscher Historiker und Hochschullehrer
- Schmiecher, Thomas (* 1960), deutscher Fußballspieler

### Schmied
- Schmied, Alexandra (* 1990), deutsche Musikerin
- Schmied, Andreas (* 1976), österreichischer Filmregisseur, Filmproduzent und Drehbuchautor
- Schmied, Augustin (* 1932), deutscher Ordenspriester und römisch-katholischer Theologe
- Schmied, Benno (1914–1995), deutscher Fußballtorwart
- Schmied, Claudia (* 1959), österreichische Politikerin der SPÖ
- Schmied, Elisabeth (* 1980), österreichische Schriftstellerin und Drehbuchautorin
- Schmied, Erhard (* 1957), deutscher Autor und Schriftsteller
- Schmied, Erich (1907–1987), deutscher Verwaltungsjurist und Senatspräsident
- Schmied, Erika (* 1935), deutsche Fotografin und Grafikerin
- Schmied, Ernst (1924–2002), Schweizer BergsteigerErnst Schmied (1924–2002)

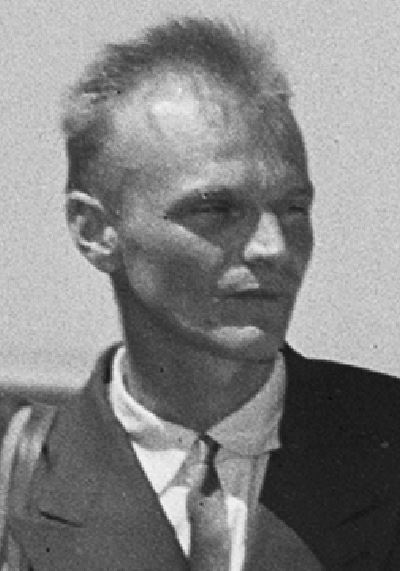
Ernst Schmied (1924–2002)

- Schmied, Frédéric (1893–1972), Schweizer Bildhauer
- Schmied, Gerhard (1940–2020), deutscher Kultursoziologe
- Schmied, Hans-Ulrich (* 1947), deutscher Ruderer
- Schmied, Harald (1968–2018), österreichischer Chefredakteur Megaphon (Straßenzeitung), Preisträger Menschenrechtspreis Land Steiermark
- Schmied, Joël (* 1998), Schweizer Fussballspieler
- Schmied, Josef J. (* 1955), deutscher Anglist
- Schmied, Karl (1933–2006), deutscher buddhistischer Meditationslehrer
- Schmied, Kurt (1926–2007), österreichischer Fußballspieler
- Schmied, Raphael (* 1995), Schweizer Unihockeyspieler
- Schmied, Richard, österreichischer Radrennfahrer
- Schmied, Ulrich, Schmied und Anführer im BauernkriegUlrich Schmied

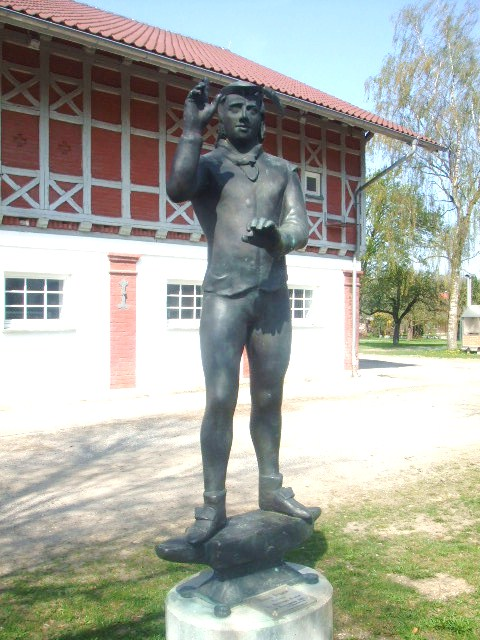
Ulrich Schmied

- Schmied, Walter (* 1953), Schweizer Politiker (SVP)
- Schmied, Wieland (1929–2014), österreichischer Essayist und Kunsthistoriker
- Schmied, Wilfried (* 1943), deutscher Politiker (CDU) und Regierungspräsident
- Schmied, Wilhelm (1910–1984), deutscher Maler und Grafiker
- Schmied-Kowarzik, Anatol (* 1968), deutscher Historiker
- Schmied-Kowarzik, Josef (1850–1935), österreichischer Privatgelehrter und Fechtsporthistoriker
- Schmied-Kowarzik, Walther (1885–1958), österreichischer Philosoph und Psychologe
- Schmied-Kowarzik, Wolfdietrich (* 1939), deutscher Hochschullehrer, Professor für Philosophie
- Schmiedbauer, Alois (1902–1989), österreichischer Kunsterzieher, Fotograf, Maler und Restaurator
- Schmiedbauer, Christian (* 1976), deutscher Comic-Zeichner und Grafiker
- Schmiedbauer, Karl (1922–2009), österreichischer Politiker (SPÖ), Bezirksvorsteher
- Schmiedchen, Rainer (* 1960), deutscher Diplomat
- Schmiede, H. Achmed (1935–2010), Übersetzer
- Schmiede, Rudi (* 1946), deutscher Soziologe
- Schmiedebach, Georg Schmidt von (1545–1594), Richter und Bürgermeister von Görlitz
- Schmiedebach, Heinz-Peter (* 1952), deutscher Medizinhistoriker
- Schmiedebach, Manuel (* 1988), deutscher FußballspielerManuel Schmiedebach (* 1988)

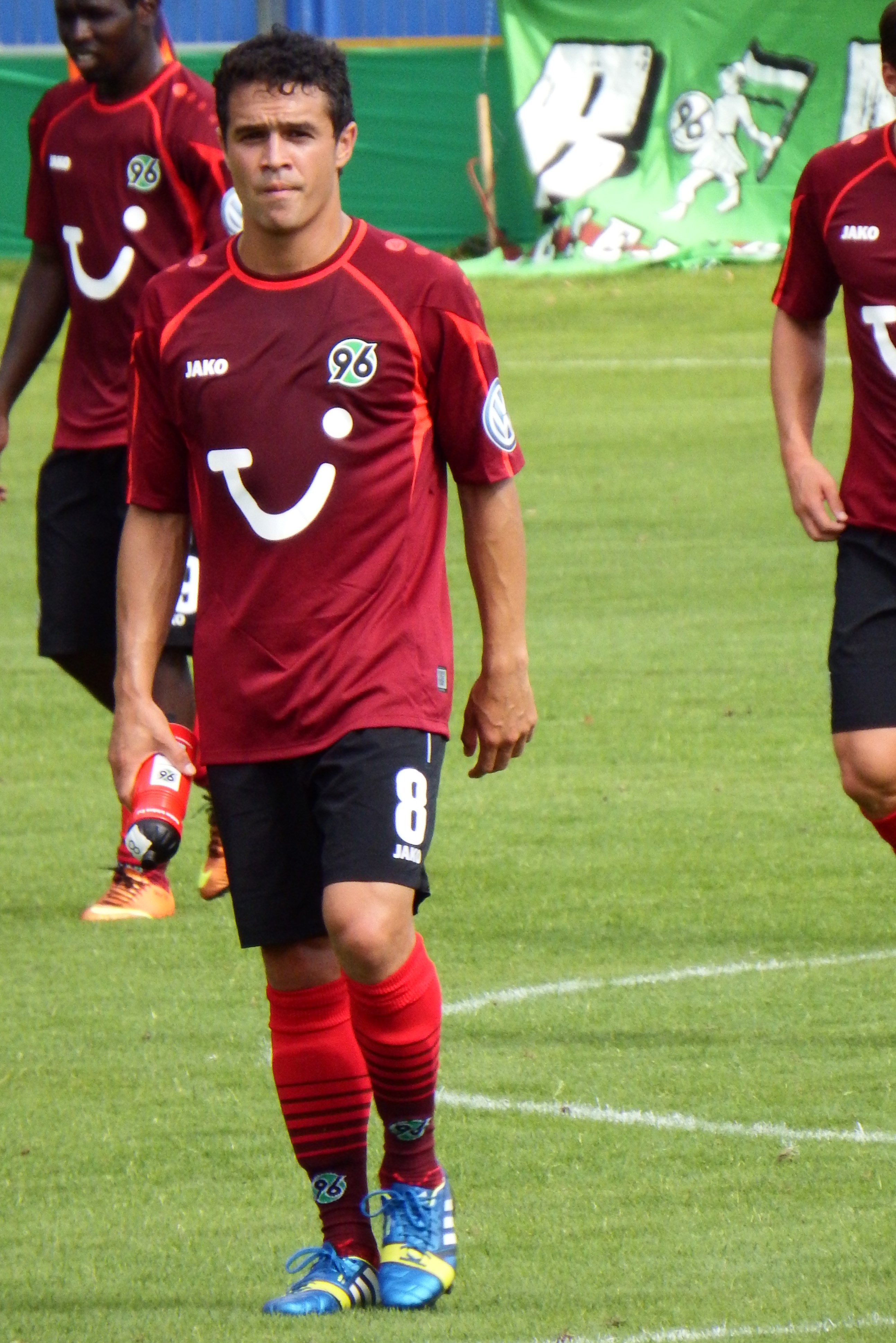
Manuel Schmiedebach (* 1988)

- Schmiedeberg, Ferdinand Ernst von (1778–1824), preußischer Generalmajor
- Schmiedeberg, Hans-Otto (* 1959), deutscher Politiker (CDU), MdB
- Schmiedeberg, Oswald (1838–1921), deutscher Pharmakologe baltischer Herkunft
- Schmiedeberg, Viktor von (1889–1969), deutscher Jurist in der Finanzverwaltung, Ministerialbeamter
- Schmiedeberg, Wilhelm (* 1815), deutscher Jurist und Zeichner
- Schmiedek, Florian (* 1971), deutscher Psychologe
- Schmiedeknecht, Heinrich (1880–1962), deutscher Architekt
- Schmiedeknecht, Otto (1847–1936), deutscher Entomologe
- Schmiedel, Alfred (1930–2002), deutscher Politiker (SPD), MdL
- Schmiedel, Annelies, deutsche Schauspielerin und Hörspielsprecherin
- Schmiedel, Baron Gottfried (* 1700), Hoftaschenspieler am sächsischen und polnischen Hof
- Schmiedel, Benedict († 1654), böhmischer Förster, Wildschütze, kaiserlicher Hammerherr und Verwalter
- Schmiedel, Claus (* 1951), deutscher Politiker (SPD), MdL
- Schmiedel, Dieter, deutscher Schauspieler
- Schmiedel, Fritz (1906–1979), österreichischer Schauspieler und Theaterregisseur
- Schmiedel, Georg (1855–1929), sozialistischer Lehrer und der Initiator zur Gründung des Vereins Naturfreunde
- Schmiedel, Gottfried (1920–1987), deutscher Musikschriftsteller und Musikkritiker, Konzertmoderator und Buchautor
- Schmiedel, Hans-Joachim (* 1934), deutscher Schauspieler
- Schmiedel, Heinz (1927–1978), deutscher Tänzer und Choreograph
- Schmiedel, Johann Theodor (1831–1906), deutscher Amtshauptmann und Politiker, MdR
- Schmiedel, Jörn (* 1978), deutscher Fußballspieler
- Schmiedel, Karl (* 1927), deutscher Historiker
- Schmiedel, Lothar (1943–2019), deutscher Fußballspieler
- Schmiedel, Paul Wilhelm (1851–1935), deutscher evangelischer Theologe und Hochschullehrer
- Schmiedel, Paulina (* 1993), deutsche Schwimmerin
- Schmiedel, Peter (1929–1997), deutscher Maler
- Schmiedel, Robert (* 1972), deutscher Grafiker und Illustrator
- Schmiedel, Roland (1888–1967), deutscher Apotheker
- Schmiedel, Stevie (* 1971), deutsch-britische Genderforscherin
- Schmiedel, Ute (* 1965), deutsche Biologin
- Schmiedel, Walter (1909–1940), deutscher Kommunist, Widerstandskämpfer
- Schmiedel, Werner (1906–1946), deutscher Unternehmer und nationalsozialistischer Funktionär
- Schmiedel, Wieland (1942–2021), deutscher Bildhauer
- Schmieden, Alexander (* 1993), deutscher Fußballspieler
- Schmieden, August von (1860–1939), sächsischer Generalleutnant
- Schmieden, Curt (1905–1991), deutscher Mathematiker
- Schmieden, Else (1841–1896), deutsche Schriftstellerin
- Schmieden, Heino (1835–1913), deutscher Architekt
- Schmieden, Karl (1919–1946), deutscher SS-Oberscharführer und Kriegsverbrecher
- Schmieden, Maximilian August von (1817–1893), sächsischer Generalmajor
- Schmieden, Victor (1874–1945), deutscher Chirurg und Hochschullehrer
- Schmieden, Werner von (1892–1979), deutscher Diplomat
- Schmieder, Alfred (1883–1942), Dresdner Arbeiterfunktionär und antifaschistischer Widerstandskämpfer
- Schmieder, Benjamin Friedrich (1736–1813), deutscher Philologe und Schulmann
- Schmieder, Christian Gottlieb (1750–1827), deutscher Buchhändler und Buchdrucker
- Schmieder, Eberhard (1908–1993), deutscher Historiker und Hochschullehrer
- Schmieder, Fabian (* 1976), deutscher Rechtswissenschaftler und Hochschullehrer
- Schmieder, Felicitas (* 1961), deutsche Historikerin und Hochschullehrerin
- Schmieder, Friedrich (1911–1988), deutscher Neurologe, Psychiater und Unternehmer
- Schmieder, Friedrich Gotthelf Benjamin (1770–1838), deutscher Altphilologe und Gymnasiallehrer, Rektor des Königlichen Gymnasiums in Brieg
- Schmieder, Gunter (* 1957), deutscher Nordischer Kombinierer
- Schmieder, Hans (1866–1932), deutscher Kommunalpolitiker
- Schmieder, Heinrich (1970–2010), deutscher Schauspieler
- Schmieder, Heinrich Eduard (1794–1893), deutscher Theologe und Ehrenbürger Wittenbergs
- Schmieder, Heinrich Gottlieb (1763–1815), deutscher Theaterdichter und Schriftsteller
- Schmieder, Julian (* 1979), deutscher Schauspieler
- Schmieder, Jürgen (* 1952), deutscher Politiker (Deutsche Forumpartei; FDP), MdV, MdB
- Schmieder, Jürgen (* 1979), deutscher Journalist, Kolumnist und Schriftsteller
- Schmieder, Karl Christoph (1778–1850), deutscher Wissenschaftshistoriker, Gymnasialprofessor und Autor
- Schmieder, Katrin (* 1968), deutsche Politikerin (Bündnis 90/Die Grünen), Oberbürgermeisterin von Norderstedt
- Schmieder, Kirsten (* 1961), deutsche Badmintonspielerin und Neurochirurgin
- Schmieder, Ludwig (1884–1939), deutscher Bauingenieur, Architekt und Fachbuchautor
- Schmieder, Matthias (* 1952), deutscher Wissenschaftler, Autor und Unternehmer
- Schmieder, Michael (* 1955), deutscher Demenzexperte, Pfleger, Ethiker und Autor
- Schmieder, Michael (* 1977), deutscher Politiker (parteilos)
- Schmieder, Nina (* 1985), deutsche Schauspielerin und Synchronsprecherin
- Schmieder, Oskar (1891–1980), deutscher Geograph
- Schmieder, Philipp (1830–1914), deutscher Jurist und Politiker (DFP, FVp), MdR
- Schmieder, Pius (1837–1918), österreichischer Benediktiner
- Schmieder, Rudolf (1928–2005), deutscher Eishockeyspieler
- Schmieder, Siegfried (1939–2010), deutscher Archivar, Heimatforscher
- Schmieder, Sigismund (1685–1717), deutscher Mediziner, Stadtphysicus in Lommatzsch, Mitglied der „Leopoldina“
- Schmieder, Thomas (* 1980), deutscher Schauspieler
- Schmieder, Ulrike (* 1966), deutsche Historikerin
- Schmieder, Werner (* 1926), deutscher Politiker (SED)
- Schmieder, Wolfgang (1901–1990), deutscher Bibliothekar und Musikwissenschaftler
- Schmiederer, Rolf (1928–1979), deutscher Hochschullehrer, ordentlicher Professor für Didaktik der Sozialkunde an der Universität Oldenburg
- Schmiederer, Ursula (1936–1989), deutsche Politikwissenschaftlerin
- Schmiedicke, Erich (1887–1970), deutscher Politiker (NSDAP), MdR
- Schmiedicke, Otto (1858–1922), Obergeneralarzt der Preußischen Armee
- Schmieding, Holger (* 1958), deutscher Volkswirt und Bank-Ökonom
- Schmieding, Theodor (1843–1918), deutscher Jurist und Richter sowie preußischer Parlamentarier
- Schmieding, Walther (1897–1947), deutscher Funktionär und Kommunalpolitiker
- Schmieding, Walther (1928–1980), deutscher Kulturjournalist
- Schmieding, Wilhelm (1841–1910), deutscher Verwaltungsjurist, Politiker und Kommunalbeamter im Königreich Preußen
- Schmieding, Wilhelm (1879–1929), deutscher Politiker und Landesdirektor Waldeck
- Schmiedl, Friedrich (1902–1994), österreichischer Raketenpionier, Erfinder der Raketenpost
- Schmiedl, Gustav Friedrich (1905–1989), österreichischer Erfinder und Unternehmer
- Schmiedl, Joachim (1958–2021), deutscher römisch-katholischer Theologe
- Schmiedl, Max (* 1971), österreichischer Musiker, Schauspieler und Kabarettist
- Schmiedl, Philipp (* 1997), österreichischer Fußballspieler
- Schmiedl, Walter (1922–2001), österreichischer Architekt und Filmarchitekt
- Schmiedle, Dixie (* 1968), deutsche Kamerafrau und Filmemacherin
- Schmiedlechner, Peter (* 1982), österreichischer Politiker (FPÖ), Abgeordneter zum Nationalrat
- Schmiedleitner, Georg (* 1957), österreichischer Regisseur sowie Theaterbegründer bzw. -leiter
- Schmiedlin, Paul (1897–1981), Schweizer Fussballspieler und Leichtathlet
- Schmiedlová, Anna Karolína (* 1994), slowakische TennisspielerinAnna Karolína Schmiedlová (* 1994)

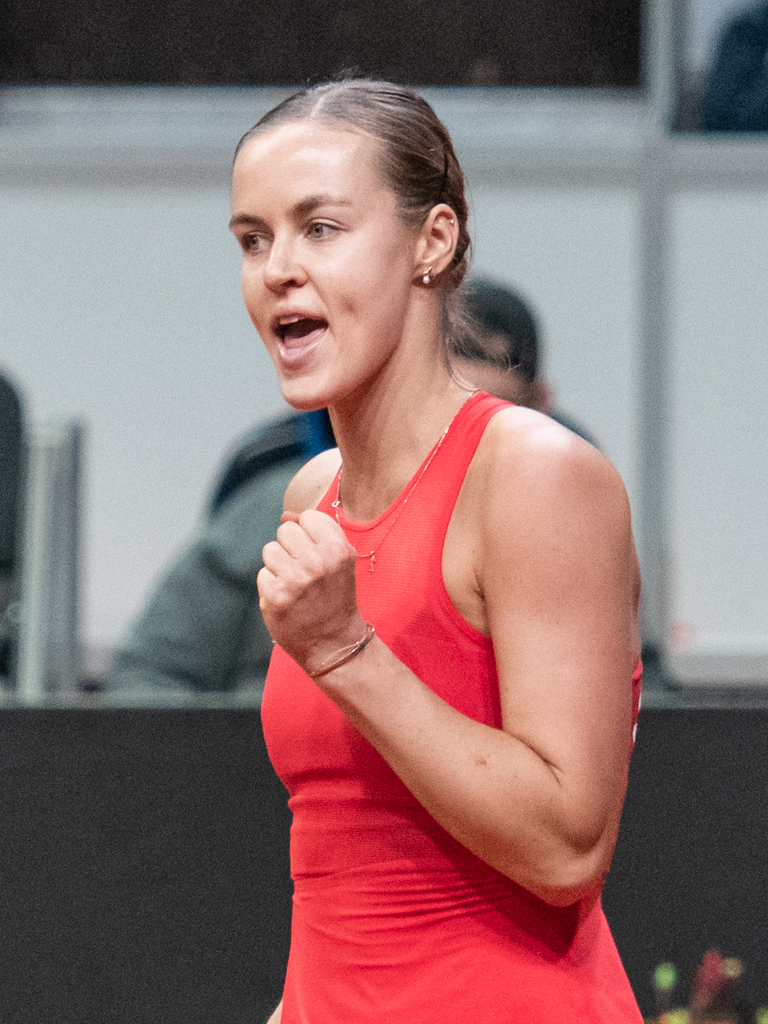
Anna Karolína Schmiedlová (* 1994)

- Schmiedlová, Kristína (* 1997), slowakische Tennisspielerin
- Schmiedmayer, Jörg (* 1960), österreichischer Quantenphysiker
- Schmiedt, Egbert (1920–2011), deutscher Urologe
- Schmiedt, Helmut (* 1950), deutscher Literaturwissenschaftler und Hochschullehrer
- Schmiedt, Henning (* 1965), deutscher Pianist, Komponist, Arrangeur und Produzent
- Schmiedt, Johannes (1623–1690), Danziger Mediziner und Pionier bei der Erforschung der Aphasie und der Auswirkungen von Arzneimittelbehandlungen, die Menschen intravenös verabreicht werden
- Schmiedt, Siegfried (1756–1799), deutscher Komponist und Musikredakteur
- Schmiedt, Wolfgang (* 1959), deutscher Jazzgitarrist und Musikproduzent
- Schmiedtbauer, Simone (* 1974), österreichische Politikerin (ÖVP)Simone Schmiedtbauer (* 1974)

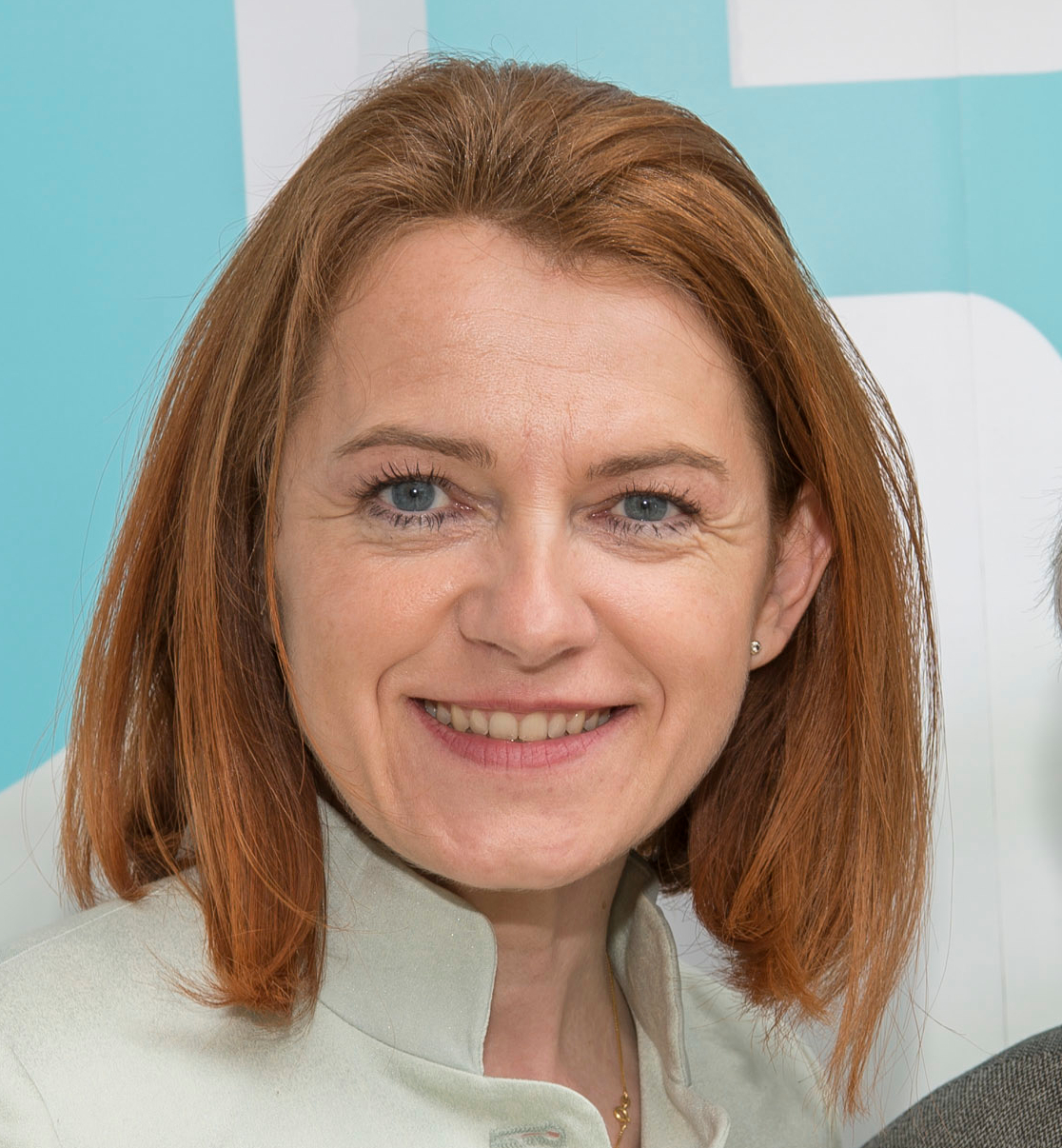
Simone Schmiedtbauer (* 1974)

### Schmieg
- Schmieg, Christopher (* 1989), deutscher Radrennfahrer
- Schmiegd, Georg Friedrich († 1753), deutscher Holz- und Steinbildhauer des Barock
- Schmiege, Eberhard (1934–2016), deutscher Ministerialbeamter, Staatssekretär in Sachsen-Anhalt
- Schmiege, Marilyn (* 1948), US-amerikanisch-deutsche Sängerin (Mezzosopran)
- Schmiegel, Klaus (* 1939), deutschamerikanischer Erfinder und Chemiker
- Schmiegel, Wolff (* 1951), deutscher Mediziner
- Schmiegelow, Henrik (* 1941), deutscher Jurist und Diplomat
- Schmiegelow, Pedro Ernst Johann (1863–1943), deutscher Landschafts- und Bildmaler
- Schmieger, Ignaz (1812–1887), böhmischer Textilunternehmer
- Schmieger, Willy (1887–1950), österreichischer Fußballspieler, Fußballfunktionär, Radioreporter, Sportjournalist und Verfasser von Sportbüchern
- Schmieglitz-Otten, Juliane (* 1961), deutsche Historikerin, Museumsleiterin und Autorin

### Schmieh
- Schmieh, Heiner (* 1947), deutscher Fußballspieler und -trainer

### Schmiek
- Schmieke, Marcus (* 1966), deutscher Autor (Esoterik)

### Schmiel
- Schmiel, Dorit (1941–1962), deutsches Todesopfer der Berliner Mauer
- Schmiel, Johann Nepomuk von (1774–1850), Schweizer Politiker und Offizier
- Schmiel, Karl-Heinz (* 1948), deutscher Spieleautor und -verleger
- Schmiel, Rolf (* 1973), deutscher Psychologe, Fernsehmoderator und SchriftstellerRolf Schmiel (* 1973)

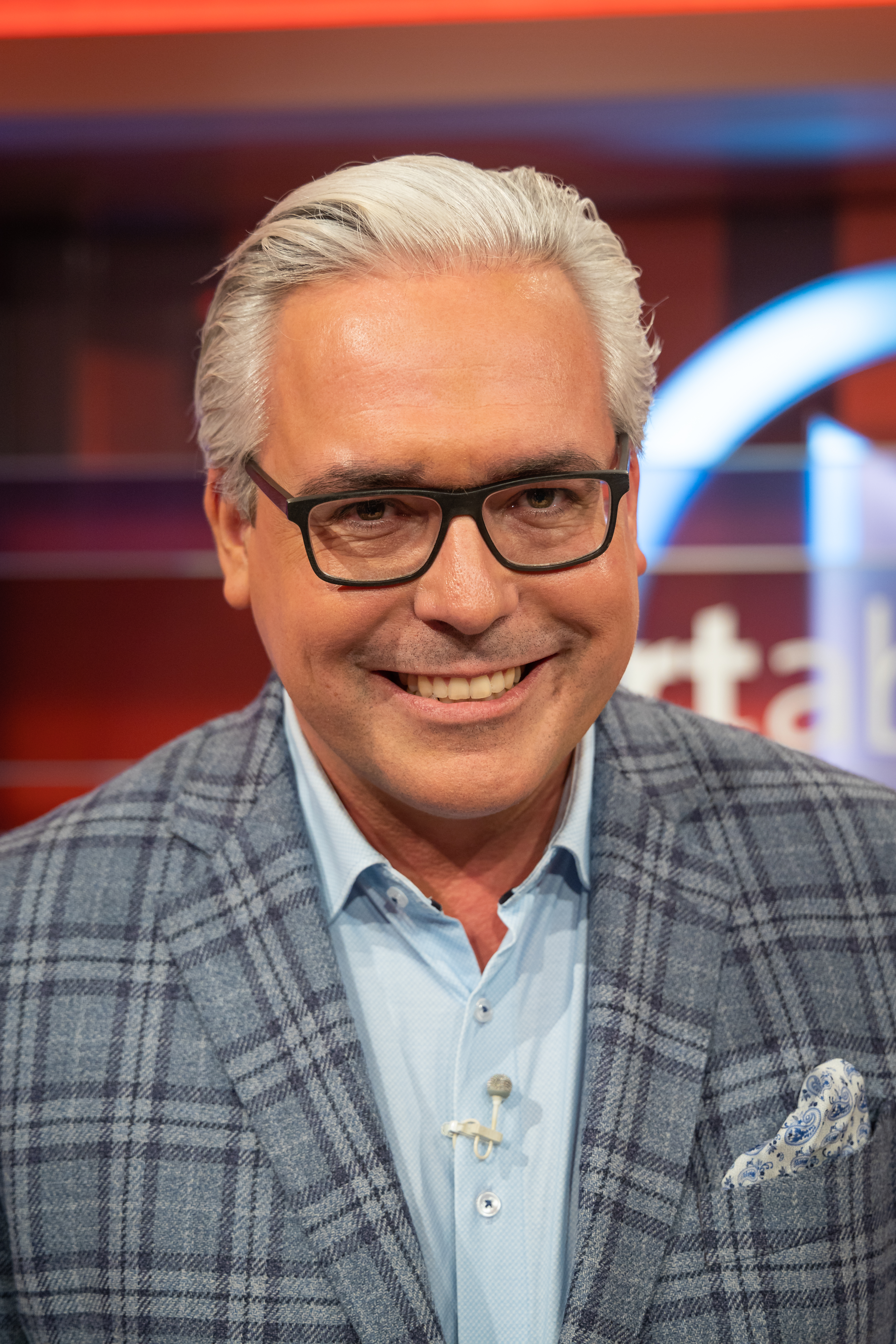
Rolf Schmiel (* 1973)

- Schmiele, Georg (1855–1895), deutscher Kolonialbeamter, Landeshauptmann der Neuguinea-Kompagnie
- Schmiele, Joachim (* 1949), deutscher Ingenieur und Politiker (DSU), MdV, MdB
- Schmiele, Walter (1909–1998), deutscher Schriftsteller und Übersetzer

### Schmiem
- Schmiemann, August (1846–1927), deutscher Bildhauer
- Schmiemann, August Louis (1869–1918), deutscher Bildhauer
- Schmiemann, Diana (* 1972), rhythmische Sportgymnastin

### Schmier
- Schmier, Benedikt (1682–1744), deutscher Benediktiner und Autor
- Schmier, Franz (1679–1728), Benediktiner und Professor des kanonischen Rechts
- Schmier, Johannes (1922–1976), deutscher Physiologe und Hochschullehrer
- Schmierer, Albert (1899–1974), deutscher Reichsapothekerführer
- Schmierer, August (* 1870), deutscher Rugbyspieler und Sportfunktionär
- Schmierer, Elisabeth (* 1955), deutsche Musikwissenschaftlerin
- Schmierer, Eva (* 1969), deutsche politische Beamtin
- Schmierer, Johann Abraham (1661–1719), deutscher Komponist des Barock
- Schmierer, Joscha (* 1942), deutscher Publizist und Politikberater
- Schmierer, Theodor (1879–1953), deutscher Geologe und Paläontologe
- Schmierer, Wolfgang (1938–1997), deutscher Historiker
- Schmiermund, Torsten (* 1970), deutscher Sachbuchautor

### Schmies
- Schmiese, Wulf (* 1967), deutscher Historiker, Journalist und ModeratorWulf Schmiese (* 1967)

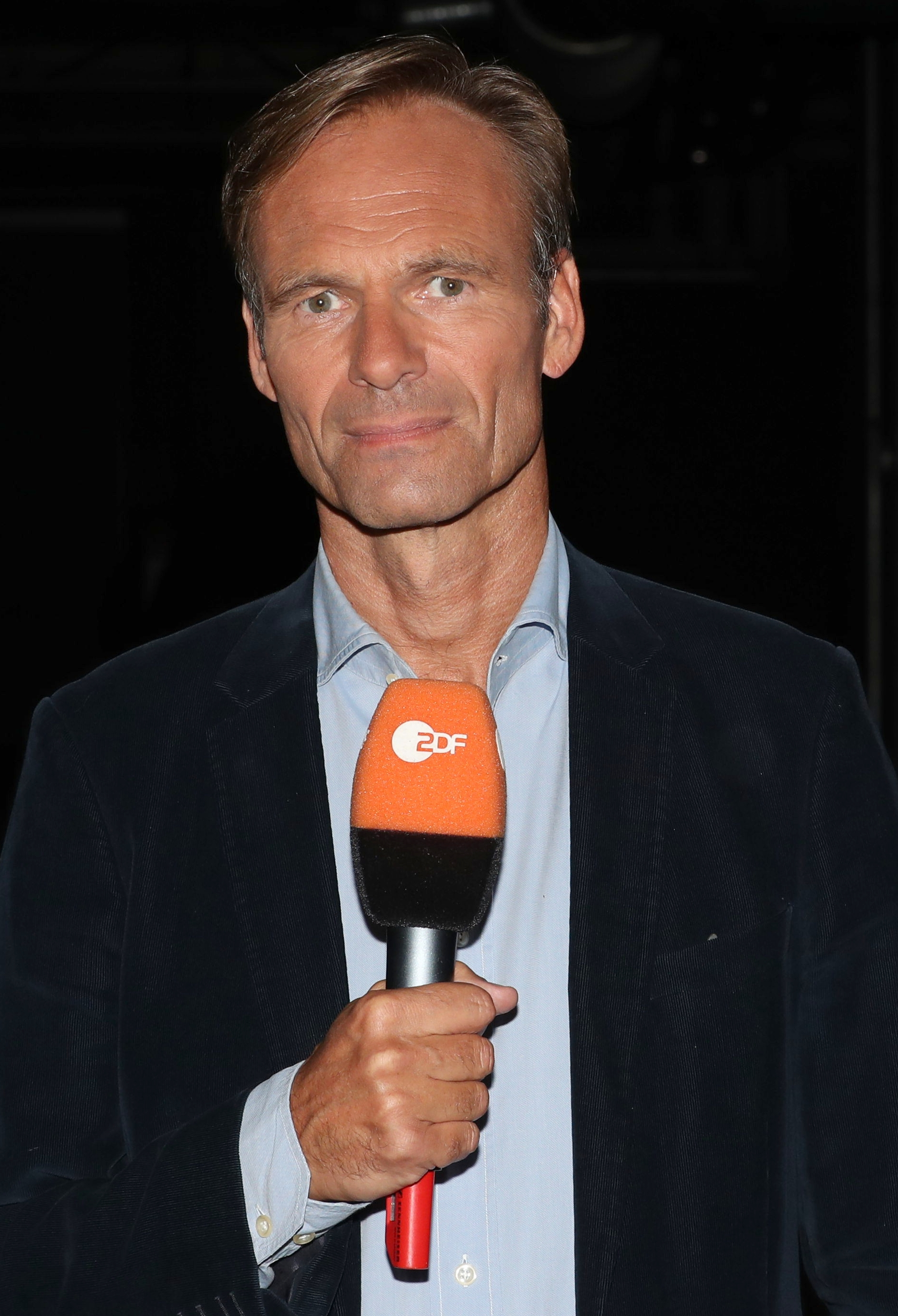
Wulf Schmiese (* 1967)

- Schmiesing, Sabine (* 1969), deutsche Basketballspielerin
- Schmiester, Carsten (* 1962), deutscher Hörfunkjournalist

### Schmiet
- Schmieter, Georg (1887–1972), deutscher Opern- und Operettensänger und Schauspieler bei Bühne und Film
- Schmieth, Bertha (1860–1940), deutsche Porträt- und Landschaftsmalerin